# チチアワタケ
チチアワタケ（乳粟茸、学名: Suillus granulatus）は、イグチ目に属し、ヌメリイグチ科ヌメリイグチ属に置かれる中型から大型のキノコの一種である。傘裏の管孔に傷をつけると黄色い乳液が染み出るのが特徴。食用キノコのひとつ。別名、ツユモタシ、アミコモタシとよばれる。

## 名称
和名はアワタケ（Xerocomus tomentosus）に似て、特に幼い子実体の管孔部からゴム状の乳液を分泌するきのこ」の意で、今関六也の命名に係る。
属名の Suillus はラテン語で「ブタ」を意味する。属のタイプ種であるヌメリイグチのじゅうぶんに開いたかさが、先端が平たくひしゃげたブタの鼻を連想させたものではないかと推定されている。種小名の granulatus もラテン語起源で、「粒状の」を意味し、柄の表面に生じる微細な粒点を表現したものではないかと思われる。
地方により、アミコ（岩手県）、ウマノクソ（新潟県）、トント（大分県）、リコボウ（長野県）などと呼ばれている。青森県下ではハラクダシの名で呼ばれており、ときに下痢をきたす特性を表現しているものと考えられる。また、新潟県の一部で使われるウラムキの名は、かさの裏面の管孔層を剥き除いてから食用にする利用法が、かなり古くからあったことを示唆するものである可能性が考えられる。福井県では「シバタケ（アミタケとの混用名）」、石川県ではイクチ（ヌメリイグチとの混用名）と呼ばれ、針葉樹林に発生し、かさに粘性があり、かさの裏面がスポンジ状の管孔となる他の種類と混同されている。アミコあるいはアミコノダシ（岩手）やジコボウおよびリコボウ（長野）などの呼称も、ハナイグチと混用されている可能性がある。千葉県の一部でも、本種をアミタケと称するという。

## 分布
北半球の温帯から亜寒帯（二針葉マツ類が分布する地域）に産する。南半球では、二針葉マツの植栽に伴って帰化している。

## 形態
子実体は傘と柄からなる。傘は幼時は半球形だが、次第に丸山形に開いて、ほとんど平らなまんじゅう形になる。傘表面は黄土褐色か栗褐色のちに肉桂色で、粘液層（外被膜に相当）におおわれて湿っているときは強い粘性を示し、表皮は比較的剥がれやすい。傘の肉は厚くて柔らかく、傘と柄の上部では淡黄色、柄の根元で肉桂色を呈し、傷つけても変色せず、味もにおいも温和で特徴的なものはない。傘の裏面の子実層托（胞子を形成する部分）は管孔状をなし、幼時から淡黄色で成熟すれば黄褐色となり、傘の肉から分離しやすい。名前の通り、管孔から黄白色の乳液を分泌する。管孔は柄に直生からやや垂生する。孔口は小型で、管孔とほぼ同色、若いときはしばしば白濁した液のしずくができ、古くなると肉桂色の染みができる。
柄は長さ4 - 8 cmのほぼ上下同大か少し根元が細い。色は淡黄色で、初めは傘と同じ色で、のちに褐色になる粒点に密に覆われる。つば（内被膜のなごり）を欠き、内部は充実する。
胞子紋は暗黄褐色を呈し、胞子は狭楕円形ないし円筒状楕円形、薄壁で表面は平滑、しばしば1 - 2個の油滴を含む。側シスチジアは比較的少なく、上部がやや太い円筒形あるいは狭紡錘形、薄壁で無色ないし淡褐色を呈する。縁シスチジアも狭紡錘状あるいは紡錘状こん棒形をなし、しばしば束生し、ほぼ無色または淡黄色、表面にはときに暗褐色の塊状ないし粒状の沈着物をかぶる。柄の下部に生じる粒点は、束状に密生した柄シスチジア（形態は、管孔の縁シスチジアとほぼ同様）からなる。管孔の壁を構成する菌糸は、しばしば多少ともゼラチン化する。傘の表皮層はゆるく絡み合った細い菌糸からなり、厚いゼラチン層に埋没しており、その菌糸末端は多少立ち上がる。菌糸はかすがい連結を持たない。

## 生態と生理
初夏から晩秋にかけてマツ林や庭園などに植えられたマツ科の樹下に散生から群生し、外生菌根を形成する。37種の樹木と共生することが知られ、これは一種の外生菌根の宿主の数としてはもっとも多い例であるとされている。日本ではアカマツ・クロマツなどの二針葉マツの林内でごく普通に見出される。沖縄においては、同じく二針葉マツ類の一種であるリュウキュウマツの樹下に生える。もともとマツ科の樹木が分布していない小笠原諸島（母島および父島）からも報告されているが、これは沖縄から人為的に導入されたリュウキュウマツに伴って持ち込まれたもので、自然分布ではないと考えられる。まれに五針葉マツ類の樹下に発生することもあり、石川県ではハイマツ林で採集されている。北海道においても、アカマツ・クロマツや、海外から植栽された二針葉マツ類の樹下に発生するという。
幼齢ないし若齢林に多く、マツ類の苗の周囲にも発生し、壮齢ないし老齢林においては、土壌微生物学的に未熟な傾向がある尾根筋などに好んで生息する。また、地中では鉱物質層（B層）に生息し、そこからマツ類の細根に沿って有機物に富んだ層（F層ないしA層）へと細くて白色の菌糸束を伸ばし、つぎつぎに外生菌根を形成していく。チチアワタケの純粋培養菌株をアカマツあるいはヒマラヤゴヨウ（Pinus wallichiana A. B. Jackson）の苗に接種すると、苗の全重量・主根の長さ・側根の本数は50 - 60パーセント増加したという。なお、窒素15（15N）を標識とした室内実験によれば、アカマツの生育基質中に含まれる窒素のうち、アカマツの針葉に供給されるのはその10 - 60パーセントに過ぎず、残りの大部分はチチアワタケの菌糸中に蓄積されるという結果が得られている。
いっぽう、チチアワタケの菌糸は、樹木の葉や枝などを分解する上で重要な役割を果たすと考えられるさまざまな酵素（セルラーゼ ・D-グルコシダーゼ ・ラッカーゼ ・マンガンペルオキシダーゼ ・リグニンペルオキシダーゼ ・ホスファターゼ およびプロテアーゼなど）を産出し、これらの酵素生産能力は、林床への落ち葉・落ち枝の供給量に比例して有意に増大するとの研究結果があり、潜在的には腐生菌としての能力を持つとされている。
一般に、外生菌根を形成するきのこ類の多くは人工培養が難しいものが少なくないが、本種についてはさほどでもなく、子実体内部の組織を無菌的に取り出し、腐生菌向けに常用されているバレイショ-ブドウ糖寒天培地 (potato dextrose agar：PDA)などに接種すれば旺盛に生育し、培養菌株を得ることができる。外生菌根形成菌向けに考案されたハーゲム寒天培地（Hagem Agar：ブドウ糖 5 g、麦芽エキス 5 g、塩化アンモニウム 0.5 g、リン酸二水素カリウム 0.5 g、硫酸マグネシウム七水和物 0.5 g、塩化鉄（III）1%溶液 0.5 ml、粉末寒天20g）も使用できる。また、改変メリン＝ノルクランス寒天培地（Modified Melin-Norkrans Agar：塩化カルシウム 0.05 g,、塩化ナトリウム 0.025 g、リン酸二水素カリウム 0.5 g、リン酸水素二アンモニウム 0.25 g、塩化マグネシウム七水和物 0.15 g、塩化鉄（III）1%溶液 1.2 ml、チアミン塩酸塩 0.1 mg、麦芽エキス3.0 g、ショ糖 10.0 gをこの順序で蒸留水に溶かし、20 gの寒天を加えて1000 mlとする）を用い、抗生物質（たとえばストレプトマイシン）を併用することによって、子実体の組織からばかりではなく、地中から掘り上げてよく洗浄した菌根から分離・培養することも可能である。ただし、人工的な条件下で子実体を形成させるのに成功した例はまだない。

## 生活環
胞子の発芽率は低く、ほとんど栄養源を含まない培地上でも3 - 7パーセントに過ぎない。炭素源・窒素源に富んだ培地上では、胞子の発芽率はさらに低下し、胞子を培地上に接種した後に一カ月を経ても 0.01パーセントにすぎないという報告もある。胞子の発芽は、培地中に微量に含まれるアンモニウムイオンの存在によって著しく阻害される。一方、ある種の酵母（たとえば Rhodotorula glutinis (Fres.) Harrison など）や、すでに純粋に分離培養されたチチアワタケの菌糸、あるいは発根させたマツ類（たとえばヨーロッパアカマツなど）の種子などと二員培養することによって、胞子の発芽率は顕著に向上（胞子のみを培地に接種した場合と比較して100倍以上になることもある）し、発芽までに要する期間も短縮されるという。
スウェーデン産の子実体について調査された限りでは、本種はヘテロタリックな生活環を有し、二種類の交配型因子が関与する二極性の交配様式を示すとされているが、他の地域においても同様か否かについては確認されていない。また、担子器から射出された成熟胞子のうち、5 - 10パーセントはすでに複核化（2個の核を含む）しているというが、担子器の中で減数分裂に続いて体細胞分裂を経て形成された8個の核が、1個または2個ずつ胞子の中へと分配されるのか、担子器内で減数分裂によって形成された4個の核が、胞子の中へと1個ずつ分配された後で再度の体細胞分裂を行って複数の核となるのかは明らかでなかった。また、個々の胞子に含まれる2個の核が、常に遺伝的に和合性を持つ（すなわち、交配可能である）か否かについても、今後の検討の余地があるとされていた。後に、担子器内で最終的に形成される核は4個であること・その各々が4個の胞子に分配された後、胞子の内部でさらに核分裂が起こる場合と起こらない場合とがあること（これによって、唯一個の核を含む胞子と、2個の核を含む胞子とがランダムに形成されることになる）、2個の核を含む胞子においては、それらの核は和合性を有し、1個の胞子としてはホモタリックな状態にある（すなわち二次的ホモタリズムを示し、発芽すれば、他の単核菌糸との接合を経ることなく子実体を形成し、正常な胞子を新たに形成することができる）ことが示された。

## 類似種

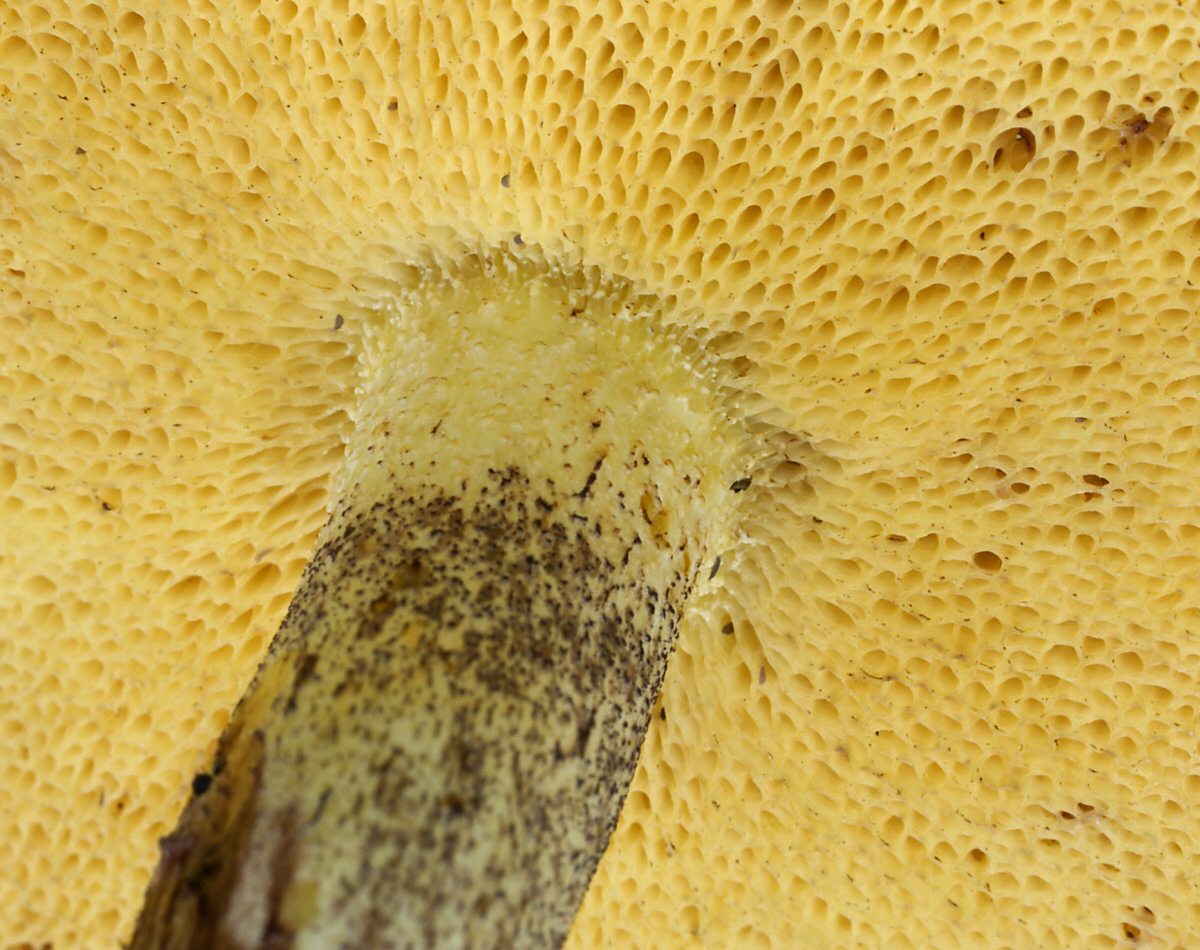
柄の表面の腺点は次第に暗色となる

ハナイグチは全体に色が明るく、柄にゼラチン質のつばを有し、つばより上方の柄の表面にはしばしば繊細な網目状隆起をあらわすこと、柄の下部に微粒点を欠くことや、発生がカラマツ属（日本ではカラマツあるいはグイマツ）の樹下に限られることなどによって、容易に区別できる。
発生環境が共通しよく混じり合って生えているヌメリイグチとよく似ているが、ヌメリイグチは柄にゼラチン質・灰色あるいは灰紫褐色のつばを備えることで区別がつき、柄の表面の粒点が暗褐色ないし紫褐色を呈し、チチアワタケのそれに比べて暗色で明瞭なことで異なっている。
なお、チチアワタケに似て柄につばを欠き、やはり幼時から管孔面が黄色を呈する種類として、ミヤマヌメリイグチ（Suillus punctatipes）があり、日本では石川県（立山）から知られているが、後者は管孔の孔口がやや大形で放射方向に細長く、胞子が僅かに短いことで区別される。

## 特殊な含有成分
イグチ目 Boletalesの分類には、形態的・生態的特長と併せ、子実体や菌糸体に含まれる化学成分の違いが重視されている。ヌメリイグチ属の属内においても、含有される指標成分の組成は節ごと、あるいは種ごとに異なっている。
バリエガト酸（Variegatic acid：α-[4-(3,4-ジヒドロキシフェニル)-3-ヒドロキシ-5-オキソフラン-2(5H)-イリデン]-3,4-ジヒドロキシベンゼン酢酸）およびその異性体であるゼロコミン酸（Xerocomic acid：α-[(2E)-4-(3,4-ジヒドロキシフェニル)-3-ヒドロキシ-5-オキソフラン-2(5H)-イリデン]-4-ヒドロキシベンゼン酢酸）は、ヌメリイグチ属のきのこには普遍的に見出される成分であるが、チチアワタケからこれらが見出されたとする確実な報告はない。一方、ハナイグチなどと共通する橙色色素であるグレビリン（Grevilline：A、B、C、Dおよび Eの5種の異性体が知られている）や、同じくハナイグチから得られたボレグレビロール（Bolegrevilol：4-アセトキシ-5-[(2E,6E,10E)-3,7,11,15-テトラメチル-2,6,10,14-ヘキサデカテトラエニル]レソルシノール）はチチアワタケからも検出されている。
また、ゴヨウイグチ（Suillus placidus (Bonorden) Sing.）などとの共通成分であるスゥィーリン（Suillin：4-アセトキシ-3-ゲラニルゲラニル-1,2-ハイドロキシベンゼン ＝ 1,2,4-ベンゼントリオール）も見出されている。スゥィーリン（およびその誘導体であるテトラプレニルフェノール類の一部）については抗菌性が見出されており、さらにヒトの肝癌細胞（HepG2）に対して細胞毒性を示し、アポトーシスを誘発させることが指摘されている。
このほかに、フラジン（Frazin：1-[5-(ヒドロキシメチル)フラン-2-イル]-9H-ピリド[3,4-b]インドール-3-カルボン酸）やスゥィルシン（Suillusin：1H-シクロペンタ-[b]ベンゾフラン ＝ （3aR,8bS）‐1‐オキソ‐2,7‐ジヒドロキシ‐3‐（3,4‐ジヒドロキシフェニル）‐3a,8b‐ジヒドロ‐1H‐シクロペンタ［b］ベンゾフラン‐3a‐カルボン酸メチル）も含有される。前者は初めは日本酒から単離されたが、のちに食酢・醤油・味噌などからも見出されて構造決定された化合物で、ヒト免疫不全ウイルスに対して弱い拮抗性を示す。後者は、チチアワタケの子実体のメタノール抽出物から得られるベンゾフラン系化合物で、チチアワタケ以外のヌメリイグチ属のきのこからはまだ知られていない。
なお、414種のきのこ（担子菌類399種および子嚢菌類15種）を用い、チアミナーゼ活性を調査した結果では、チチアワタケの活性は比較的小さかった（常温乾燥した子実体 0.1g当り、pH 6.0、45℃の条件下で、1時間に破壊されるチアミン量が49μg以下）という。

## 分類学上の位置づけ
形態および生態に重きをおいた従来の分類体系ではハラタケ目のイグチ科に置かれ、アミハナイグチ属（Boletinus）やPsiloboletinus属とともにヌメリイグチ亜科に置かれることが多かったが、現在では独立したイグチ目に移され、かさや柄を形成しないショウロ科や、胞子を作る子実層托が管孔状ではなくひだとなるオウギタケ科などとともに、ヌメリイグチ亜目のヌメリイグチ科に分類されている。
ヌメリイグチ亜目のなかでも、マツ属の樹木に外生菌根を形成する性質・菌根の形態や胞子およびシスチジアの形態の類似性・管孔の壁の構造・あるいは子実体や菌糸に含まれる化学成分の共通性などから、オウギタケ科のクギタケ属との類縁関係が比較的深いとされている。

## 食・毒性

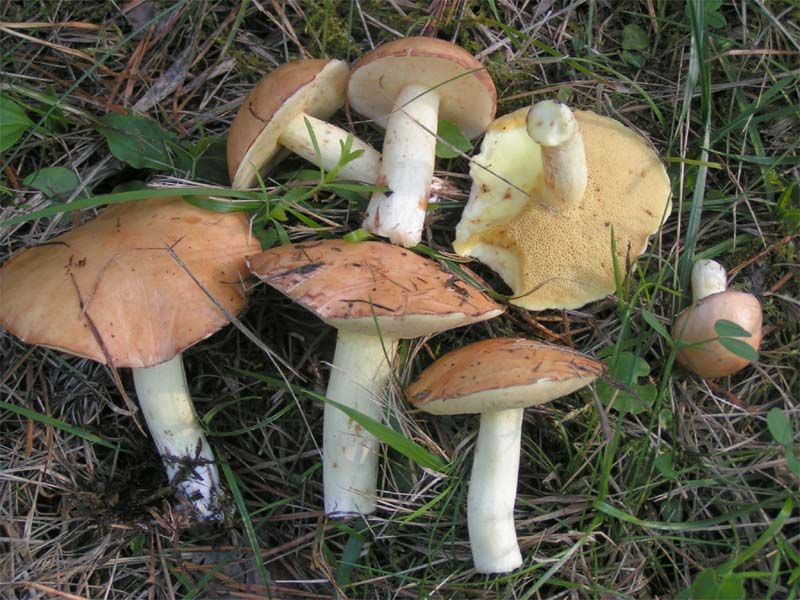
管孔層はかさの肉から離れやすい

広く食用とされているが、体質によっては下痢をすることが知られている。特にかさの表皮と管孔層とは消化されにくく、傘が開いていない未熟なものは別として、成熟したものでは面倒でもこれらの部位をとり除いてから食べるほうがよい。チチアワタケを食べて中毒になったという報告もあるが、食べ過ぎると消化不良を起こすことが原因ではないかと見られている。
歯切れがよく、下処理をしてから汁物・鍋物・和え物、うどんなどの具、野菜炒め、鉄板焼き、バター炒め、すき焼き、天ぷら、フライに用いられる。一度乾燥させてから煮つけなどにすることもある。ぬめりを持たない柄の部分は、ベーコンで巻いて炒めたり、粉チーズをまぶして焼くとよいという。
欧米では強い粘性を持ったキノコがあまり喜ばれず、ハナイグチやヌメリイグチは食用菌としてあまり高く評価されないが、チチアワタケについてはぬめりがあまり著しくなく収量も多いことから、食用として採取される頻度は前二者に比べてやや高いようである。
しかし、毒成分は不明であるが、体調によっては胃腸系の中毒症状を起こすとも言われている。その他の知られている含有成分として、スイリン（抗腫瘍性物質）、グレピリン類（色素）、1-オクテン-3-オール（香り成分）、スイルシン、安息香酸誘導体、アントラキノン誘導体、ニコチンアミド、インドール酢酸が知られている。
なお、本種を含むヌメリイグチ属のキノコ（たとえばハナイグチ・ヌメリイグチ・キヌメリイグチ（Suillus americanus）など）に対してアレルギー症状（接触性皮膚炎）を起こす例がまれにある。この症状は、かさの表面や管孔面あるいはきのこの内部の肉に触れた皮膚面に、痒みや発赤・発疹をきたすものであるが、胞子紋から得た胞子では症状は起こらないという。